# Долговая тюрьма

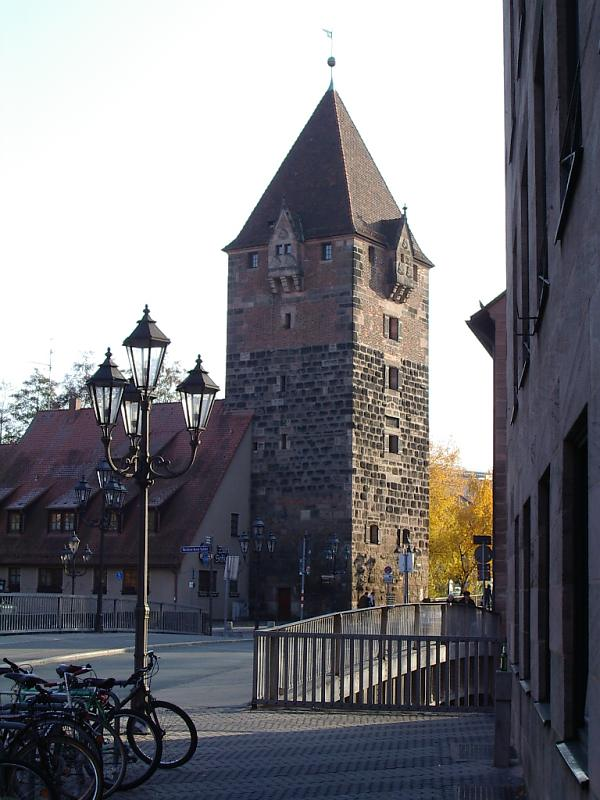
Долговая тюрьма Schuldturm в Нюрнберге (Германия)

Долговая тюрьма или долговая яма — тюрьма, в исторические времена использовавшаяся государством (Россия, страны Европы, США) для заключения должников по требованию кредитора.
Помещение в долговую тюрьму преследовало собой как цель наказания должника за невыплату долгов, так и последнего средства принуждения его к выплате долга.
До уничтожения долгового рабства должник подвергался заключению до тех пор, пока он не отработает своего долга, но кредитор также мог держать его в оковах или заключении и не давая ему работы, пока долг не будет оплачен. При этом кредитор мог держать в заключении и семью должника. Кредитор обязывался лишь кормить задержанного и не увечить. На Руси это называлось выдачей должника истцу головою до искупа.
С постепенным исчезновением долгового рабства должники стали содержаться в государственных тюрьмах. В воле кредитора было только держать должника бессрочно в тюрьме или выпустить на волю для отработки долга или с прощением его. Позднее на кредиторов возлагалась обязанность платить за питание должников в тюрьме, чем они стимулировались к их освобождению. Постепенно было запрещено держать в заключении семью должника, от задержания за долги освобождались некоторые лица (старики, несовершеннолетние, беременные и недавно родившие женщины), вводились предельные сроки задержания.
В XIX веке задержание за долги в различных странах было отменено. Личное задержание как способ взыскания с неисправных должников в Российской империи было отменено по закону 7 марта 1879 года.

## В культуре
Долговая тюрьма упоминается в книгах «Без семьи» Гектора Мало, «Посмертные записки Пиквикского клуба», «Крошка Доррит» и «Дэвид Копперфильд» Чарлза Диккенса, «Петербургские трущобы» Всеволода Крестовского, а также в пьесах Александра Островского: «Свои люди — сочтёмся», «Правда хорошо, а счастье лучше», «Бешеные деньги», «Поздняя любовь». Также упоминается в романах «Преступление и наказание» и «Идиот» Достоевского.